# 日本体育大学女子ハンドボール部
日本体育大学女子ハンドボール部（にほんたいいくだいがく じょしハンドボールぶ）は、関東学生ハンドボール連盟に所属する日本体育大学の女子ハンドボール部。

## 歴史
1965年に行われた第1回全日本学生ハンドボール選手権大会では優勝を果たした。
2007年は春季リーグで最下位に沈み、順天堂大学との入れ替え戦へ出場。48対12で残留を勝ち取った。秋季リーグでも最下位に終わったが、玉川大学との入れ替え戦では45対13で勝利し、再び残留を決めた。
2008年は春季リーグで3季連続の最下位となり、順天堂大学との入れ替え戦に出場したが、41対15で勝利し残留。
2011年の春季リーグでは32季ぶり48回目の優勝を果たした。秋季リーグでは2連覇を達成。
2015年は春季リーグで7年ぶりの最下位に終わった。茨城大学との入れ替え戦では28対9で勝利し、1部残留となった。

## 獲得タイトル
- 全日本学生ハンドボール選手権大会：17回 (1965年・1966年・1967年・1968年・1970年・1971年・1972年・1973年・1974年・1976年・1981年・1983年・1984年・1985年・1989年・1990年・1992年)

## 年度別成績
赤字は最下位。
| 年度   | 学生選手権   | 関東学生連盟 | 関東学生連盟 |
| 年度   | 学生選手権   | 春季リーグ   | 秋季リーグ   |
| ------ | ------------ | ------------ | ------------ |
| 2000年 | 1回戦敗退    | 5位          | 6位          |
| 2001年 | 準々決勝敗退 | 7位          | 5位          |
| 2002年 | 2回戦敗退    | 5位          | 5位          |
| 2003年 | 準々決勝敗退 | 2位          | 3位          |
| 2004年 | 準々決勝敗退 | 3位          | 3位          |
| 2005年 | 準々決勝敗退 | 5位          | 5位          |
| 2006年 | 準々決勝敗退 | 5位          | 4位          |
| 2007年 | 1回戦敗退    | 8位          | 8位          |
| 2008年 | 2回戦敗退    | 8位          | 7位          |
| 2009年 | 準々決勝敗退 | 6位          | 3位          |
| 2010年 | ベスト4      | 2位          | 2位          |
| 2011年 | ベスト4      | 優勝         | 優勝         |
| 2012年 | 準々決勝敗退 | 3位          | 4位          |
| 2013年 | 準々決勝敗退 | 4位          | 4位          |
| 2014年 | 1回戦敗退    | 3位          | 4位          |
| 2015年 | 準々決勝敗退 | 8位          | 3位          |
| 2016年 | 準々決勝敗退 | 5位          | 4位          |
| 2017年 | 2回戦敗退    | 6位          | 6位          |
| 2018年 | 準々決勝敗退 | 5位          | 5位          |
| 2019年 |              | 4位          |              |

## 主な出身選手
- 鎌倉絵美子 (2012年卒) - プレステージ・インターナショナル アランマーレ
- 池原綾香 (2013年卒) - ニュークビン・ファルスター (デンマーク1部)
- 高木エレナ (2013年卒) - 三重バイオレットアイリス
- 原希美 (2013年卒) - 三重バイオレットアイリス
- 多田仁美 (2014年卒) - 三重バイオレットアイリス
- 細江みづき (2015年卒) - 三重バイオレットアイリス
- 矢崎貴子 (2015年卒) - 元・ソニーセミコンダクタマニュファクチャリング
- 永塚梓 (2016年卒) - 大阪ラヴィッツ
- 安田絢恵 (2017年卒) - プレステージ・インターナショナル アランマーレ
- 辻沙絵 (2017年卒) - 陸上競技選手、在学時に陸上部へ転部
- 岩渕いくみ (2018年卒) - オムロン
- 江藤美佳 (2018年卒) - オムロン
- 遠藤優 (2018年卒) - 元・プレステージ・インターナショナル アランマーレ
- 鈴木沙弥香 (2018年卒) - ソニーセミコンダクタマニュファクチャリング
- 神谷怜名 (2019年卒) -飛騨高山ブラックブルズ岐阜